# Uke Mochi
Uke Mochi (japanski 保食神 ) je japanska božica hrane i opskrbe. Bila je žena Inarija, boga riže i poljodjelstva, te je stvarala hranu, koja je prvobitno bila namijenjena samo bogovima. 
Jednog joj je dana Tsukuyomi, bog Mjeseca, došao u posjetu. Kako je željela biti gostoljubiva, ponudila mu je obilje hrane: kuhanu rižu, meso i divljač, ribu, alge, morske plodove i voće. To se Tsukiyomiju nije svidjelo i ubio ju je.
Iz njenih ušiju, nosa i očiju prosuli su se riža, proso i crveni grah, a iz glave su joj nagrnula stada konja, goveda i divljači te jata peradi i divljih ptica. Iz genitalija joj je nikla soja, a iz rektuma obilje pšenice. Iz trupa joj je niklo dudovo stablo puno dudovih svilaca. Amaterasu, koja se inače nije najbolje slagala s bratom Tsukuyomijem, bila je užasnuta i bijesna. Hranu je zato dala ljudima, a noć i dan su se razdvojili te Sunce i Mjesec više nisu bili zajedno. Mrtvo tijelo Uke Mochi otad proizvodi hranu, a obrve su joj bile od svile.